# 主幹 (軟件)
软件开发中的主幹（trunk），是指在版本控制系統中一個沒有命名的分支。主幹多半是專案開發過程中軟體的基礎，若開發者只在主幹上進行開發，主幹上會有專案最新版本的軟體版本，不過不一定是最穩定的軟體版本。另一種開發方式是由主幹上的某版本衍生出分支，在確認分支穩定，可以正常工作之後，再將分支合併到主幹。依開發模式以及交付政策的不同，主幹中可能會是最穩定的軟體、也可能是最不穩定的軟體，或是介於兩者之間的版本。
其他和主幹類似的詞語有baseline（基準）、mainline（主線），但有時這些詞語有不同的意義。有時也會將主幹稱為「頭」（HEAD），不過HEAD不是指特定的分支，而是某一分支上最新提交的版本，主幹及分支上都會有各自的HEAD。
多半主要的程式開發工作會在主幹上進行，穩定的版本會儲存為分支，偶爾會將分支上進行的錯誤修正合併回主幹。若專案不常變化，或是某一機能需要較長時間開發，有可能會在非主幹的分支上進行開發。